# Kherlen, Dornod
Kherlen (tiếng Mông Cổ: Хэрлэн) là một sum của tỉnh Dornod tại miền đông Mông Cổ. Vào năm 2009, dân số của sum là 40.439 người.

## Địa lý
Trung tâm sum và cũng là tỉnh lị, Choibalsan, nằm cách thủ đô Ulaanbaatar 600 km về phía đông.

### Khí hậu
Khí hậu bán khô hạn là kiểu khí hậu chủ yếu trong khu vực. Nhiệt độ trung bình hàng năm tại đây là 3 °C. Tháng ấm nhất là tháng 7, khi nhiệt độ trung bình là 26 °C và lạnh nhất là tháng 1, với -22 °C.  Lượng mưa trung bình hàng năm là 465 milimét. Tháng mưa nhiều nhất là tháng 7, với lượng mưa trung bình 117 mm và khô nhất là tháng 2, với lượng mưa 2 mm.